# Fénické písmo
Fénické písmo bylo ve starověku souhláskové písmo používané pro zaznamenání textů ve féničtině a později i v dalších příbuzných kanaánských jazycích. Z fénického písma se (nepřímo) vyvinulo mnoho dnes používaných písem, jak souhláskových (hebrejské, arabské), tak indická písma a řecká alfabeta, z které je odvozena cyrilice i světově nejrozšířenější latinka.

## Původ a vývoj

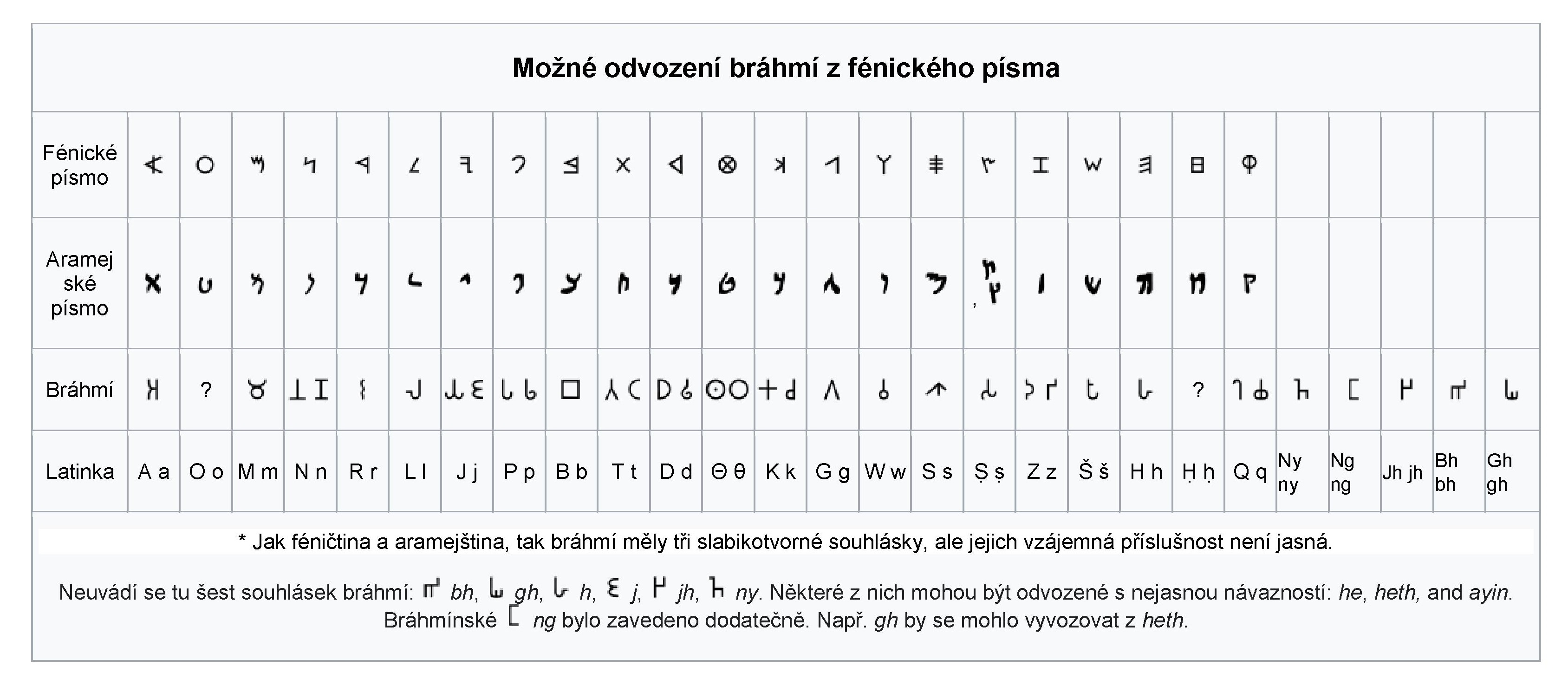
Srovnání fénického písma, aramejského písma a bráhmí

Fénické (resp. fénicko-kanaánské) písmo se vyvinulo z akrofonického písma protosinajského patrně někdy v 14.–11. století př. n. l. v oblasti Předního východu (Fénicie nebo Kanaán v širším smyslu), je písmem hláskovým, fonetickým. Má celkem 22 znaků označujících souhlásky. Oproti moderním písmům původem z řecké alfabety včetně latinky, nezná znaky pro samohlásky, podobně jako většina písem vytvořených pro semitské jazyky. Vzniklo pravděpodobně kvůli potřebě zjednodušeného zápisu. Psalo se jím zprava doleva.
Podle místních variant se toto písmo vyvíjelo dál do mnoha zpočátku velmi podobných forem. Fénické písmo tedy stojí u zrodu mnoha dnešních písem. Odhaduje se, že z něj vychází až 80 % známých abecedních soustav. Mezi písma, která z něj vznikla, se řadí:
- starořecké písmo, z něhož dále vznikla řecká alfabeta a z ní vycházející cyrilice, etrusko-latinské písmo a z něj latinka, a také moabské písmo
- staroaramejské písmo, které je zase předkem
  - kvadrátního aramejského písma užívaného klasickou i moderní hebrejštinou
  - palmýrského a nabatejského písma, ze kterých vzešlo syrské písmo a arabské písmo,
  - indického kharóšthí; většina indických písem ale pochází z bráhmí, jehož původ je nejasný a inspirace aramejským či spíše fénickým písmem možná, ale sporná,
- starojihoarabské písmo, které dalo vznik etiopskému písmu,
- starohebrejské písmo, ze kterého pochází písmo samaritánské,
- bráhmí, základ indických písem.